# Мартыненко, Иаков Ильич
Иаков Ильич Мартыненко — иерей, священномученик, местночтимый святой Украинской Православной Церкви.

## Биография
Родился 4 января 1871 года в селе Коротич Харьковской губернии. Был священником в селе Малиновка Чугуевского района Харьковской области, но к моменту ареста уже не служил. 20 октября 1937 года арестован и приговорен к расстрелу. Расстрелян 16 декабря 1937 года в Харькове.

## Канонизация
22 июня 1993 года Определением Священного Синода Украинской Православной Церкви принято решение о местной канонизации подвижника в Харьковской епархии, в Соборе новомучеников и исповедников Слободского края (день памяти – 19 мая (1 июня)).
Чин прославления подвижника состоялся во время визита в Харьков 3-4 июля 1993 года Предстоятеля Украинской Православной Церкви Блаженнейшего Митрополита Киевского и всея Украины Владимира, в кафедральном Благовещенском соборе города.